# فیات ۱۲۴ اسپایدر (۲۰۱۶)
فیات ۱۲۴ اسپایدر (به انگلیسی: Fiat 124 Spider) (نوع ۳۴۸)، با نام مستعار فیاتا، یک رودستر موتور جلو، محرکه عقب و دو سرنشین است که توسط مزدا برای گروه فیات کرایسلر ساخته شده‌است و در نمایشگاه خودروی لس آنجلس ۲۰۱۵ برای مدل سال ۲۰۱۶ به نمایش درآمد.
تا حد زیادی بر اساس نسل چهارم رودستر مزدا ام‌ایکس-۵ میاتا، و در کنار مزدا ام‌ایکس-۵ در کارخانه مزدا هیروشیما ساخته شده‌است، پلتفرم ۱۲۴، مکانیک، فضای داخلی و مکانیزم برتر خود را با مزدا ام‌ایکس-۵ به اشتراک می‌گذارد. با موتور مولتی‌ایر توربوشارژر مهندسی و تولید اف‌سی‌ای، کمک فنرهای تنظیم شده منحصر به فرد، ظاهر منحصر به فرد بیرونی و کمی افزایش طول و ظرفیت بار نسبت به مزدا ام‌ایکس-۵ متمایز می‌شود.
پلاک ۱۲۴ و جزئیات ظاهری ظاهری، فیات ۱۲۴ اسپورت اسپایدر طراحی شده توسط پینینفارینا را به یاد می‌آورد که از سال ۱۹۶۶ تا ۱۹۸۵ تولید شد.

## پیش‌زمینه
در مه ۲۰۱۲، مزدا و آلفا رومئو - در آن زمان یکی از زیرمجموعه‌های گروه فیات، که اکنون استلانتیس بود - سرمایه‌گذاری مشترکی را برای تولید پلت‌فرم محور عقب مشترک اعلام کردند. این شرکت‌ها «دو رودستر سبک‌وزن متمایز، سبک‌های متمایز، نمادین و برند خاص و دارای محرک چرخ‌های عقب را توسعه می‌دهند»، با دو نوع موتورهای اختصاصی منحصر به فرد برای هر برند.
در دسامبر ۲۰۱۴، سرجو مارکیونه از اف‌سی‌ای تعیین کرد که آلفا رومئوها فقط در ایتالیا تولید می‌شود، و گفت: «برخی چیزها متعلق به یک مکان هستند. آلفا متعلق به ایتالیا است» و اضافه کرد: «من همچنان به آن معماری، با پیشرانه خود متعهد هستم. من مطمئن نیستم که با آلفا باشد. اما با یکی از مارک‌های ما خواهد بود».
در آن زمان، آلفا رومئوها فقط در ایتالیا تولید می‌شدند، در حالی‌که فیات‌ها در ایتالیا و همچنین در سطح جهانی تولید می‌شدند - از تیخی، لهستان، تا تولوکا، مکزیک.
با توافق قبلی آنها - برای اف‌سی‌ای برای بازاریابی یک رودستر مبتنی بر ام‌ایکس-۵ که توسط مزدا در کارخانه هیروشیما تولید می‌شود - اف‌سی‌ای به فکر بازاریابی یک نوع با نشان فیات به جای نوع آلفا رومئو بود. در اوت ۲۰۱۶، اف‌سی‌ای رسما فیات ۱۲۴ اسپایدر را بر اساس پلتفرم مزدا ND معرفی کرد.
در دسامبر ۲۰۱۶، دیترویت نیوز گفت: «فیات کرایسلر در همکاری با مزدا ام‌ایکس-۵ میاتا برای احیای فیات ۱۲۴ اسپایدر کلاسیک، نه تنها یک خودروی اسپورت هاله برای برند ایتالیایی خود به‌دست‌آورد، بلکه احتمالاً مشهورترین خودروی اسپورت کوچک ۲۵ سال گذشته (ام‌ایکس-۵) را نیز نجات داد - با استناد به افزایش قابل توجه هزینه توسعه یک خودروی جدید در آن زمان». و "پرهزینه‌ترین موج مقررات دولتی از دهه ۱۹۷۰."
در ژانویه ۲۰۱۹، اف‌سی‌ای اعلام کرد که فیات ۱۲۴ اسپایدر قرار است با اجرای فوری از بازار بریتانیا خارج شود. آبارث ۱۲۴ اسپایدر به فروش خود ادامه داد، اما این نیز در آوریل ۲۰۱۹ از بازار بریتانیا خارج شد.
در ۲۳ دسامبر ۲۰۲۰، استلانتیس اعلام کرد که ۱۲۴ اسپایدر و ۵۰۰ قرار است پس از مدل سال ۲۰۲۰ از خط تولید مدل‌های آمریکای شمالی خود خارج شوند و مانند وضعیت ۵۰۰ال، برای سال ۲۰۲۰ بازنخواهند گشت. انتظار می‌رفت این مدل‌ها تا سال ۲۰۲۱ تا اتمام موجودی به فروش برسند.

## مشخصات فنی
۱۲۴ اسپایدر از پیشرانه ۱٫۴ لیتری مولتی‌ایر توربوشارژر چهار سیلندر خطی فیات بهره می‌برد که ۱۴۰ اسب بخار متری (۱۰۳ کیلووات؛ ۱۳۸ اسب بخار) و گشتاور ۲۴۰ نیوتن متر (۱۷۷ پوند-فوت) تولید می‌کرد در مشخصات اروپایی - و ۱۶۰ اسب بخار (۱۱۹ کیلووات؛ ۱۶۲ اسب بخار متری) و ۱۸۴ پوند-فوت (۲۴۹ نیوتن متر) گشتاور در مشخصات آمریکای شمالی. جعبه‌دنده ۱۲۴ دستی از نسل سوم جعبه‌دنده شش سرعته ام‌ایکس-۵ برای مقابله با گشتاور توربو است.
مولتی‌ایر یک فناوری موتور زمان‌بندی متغیر سوپاپ (VVT) است که به‌صورت هیدرولیکی عمل می‌کند و امکان کنترل هوای ورودی را مستقیماً از طریق دریچه‌های ورودی موتور بنزینی «سیلندر به سیلندر، ضربه به ضربه» می‌دهد. این فناوری که توسط Fiat Powertrain Technologies توسعه یافته‌است، یک ناکارآمدی موتور اصلی را دور می‌زند: تلفات پمپاژ ناشی از محدودیت ورودی ورودی توسط صفحه دریچه گاز، که برای تنظیم هوای تغذیه سیلندرها استفاده می‌شود.

## آبارث ۱۲۴ اسپایدر

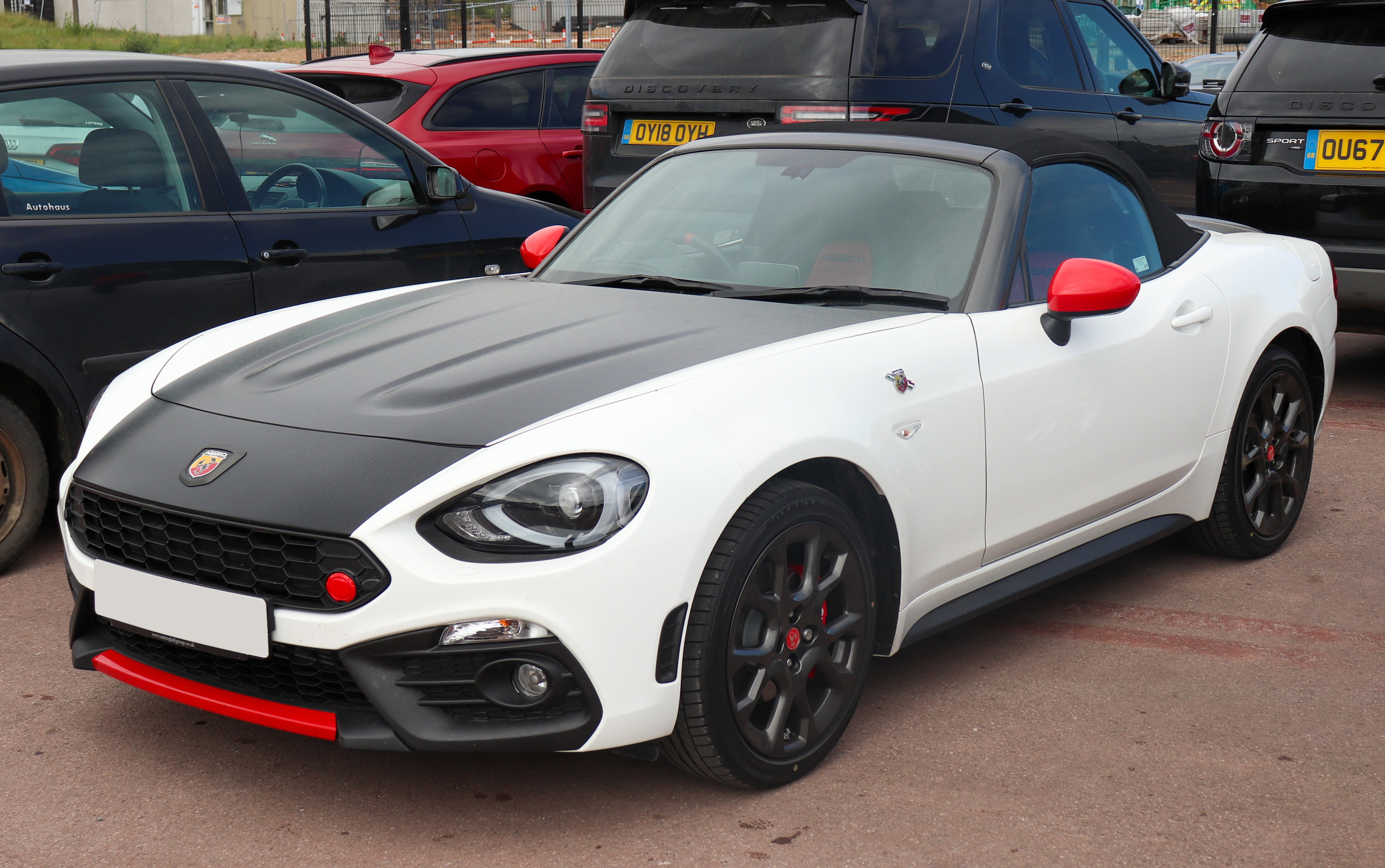
آبارث ۱۲۴ اسپایدر

آبارث ۱۲۴ اسپایدر یک نسخه پرفورمنس از فیات ۱۲۴ اسپایدر (۲۰۱۶) است. این مدل دارای نسخه ارتقا یافته موتور ۱٫۴ لیتری مولتی‌ایر ۱۲۴ توربو است که برای تولید ۱۷۰ اسب بخار (۱۲۵ کیلووات؛ ۱۶۸ اسب بخار متری) در ۵٬۵۰۰ دور در دقیقه و ۲۵۰ نیوتن متر (۱۸۴ پوند-فوت) گشتاور در ۲٬۵۰۰ دور در دقیقه تنظیم شده‌است.

## بازخورد
جرمی کلارکسون، در ستون «رانندگی» ساندی تایمز، به فیات ۱۲۴ اسپایدر سه ستاره از پنج ستاره داد و گفت: «شما انتظار دارید که فیات همه چیز ایتالیایی، اسپورت‌تر و شیدایی‌تر از ام‌ایکس باشد؛ اما در عمل ساکت‌تر و سرگرم‌کننده‌تر است».

## فروش
| سال  | اروپا | ایالات متحده | کانادا |
| ---- | ----- | ------------ | ------ |
| ۲۰۱۶ | ۳٬۷۱۷ | ۲٬۴۷۵        | ۲۵۸    |
| ۲۰۱۷ | ۷٬۸۳۱ | ۴٬۴۷۸        | ۶۰۱    |
| ۲۰۱۸ | ۷٬۶۳۷ | ۳٬۵۱۵        | ۲۸۴    |
| ۲۰۱۹ | ۴٬۷۱۷ | ۲٬۶۴۴        | ۲۰۵    |
| ۲۰۲۰ | ۷۶    | ۱٬۷۱۱        | ۱۶۵    |
| ۲۰۲۱ |       | ۹۵۵          | ۵۲     |